# Колион
Колио́н (рос. Колыон) — село у складі Іжморського округу Кемеровської області, Росія.

## Населення
Населення — 697 осіб (2010; 862 у 2002).
Національний склад (станом на 2002 рік):
- росіяни — 83 %